# Ermionida
Ermionida (en griego: Ερμιονίδας, romanizado: Ermionidas) es un municipio (dímos) de la unidad periférica de Argólida, en la periferia del Peloponeso, Grecia.
El municipio se formó en 2011 mediante la fusión de los antiguos municipios de Ermionis y Kranidiou, que posteriormente se convirtieron en Unidades Municipales. Se designó a Kranidi como sede municipal. El municipio tiene un área de 421,1 km².
En 2011 el municipio tiene 13 551 habitantes, de los cuales 9452 viven en la unidad municipal de Kranidi.
Se ubica en la costa oriental del golfo Argólico.

## División administrativa

### Unidad Municipal de Kranidi
| Unidad Municipal de Kranidi (Δημοτική Ενότητα Κρανιδίου) Capital: Kranidi (Κρανίδι) |                                                 |                  |                                                     |                  |
| Mapa                                                                                | Comunidad                                       | Población (2011) | Asentamiento                                        | Población (2011) |
| Unidad Municipal de Kranidi                                                         | Comunidad de Kranidi (Κοινότητα Κρανιδίου)      | 4.558            | Kranidi (Κρανίδι)                                   | 3.964            |
| Unidad Municipal de Kranidi                                                         | Comunidad de Kranidi (Κοινότητα Κρανιδίου)      | 4.558            | Agios Nikolaos (Άγιος Νικόλαος)                     | 8                |
| Unidad Municipal de Kranidi                                                         | Comunidad de Kranidi (Κοινότητα Κρανιδίου)      | 4.558            | Avlona (Αυλώνα)                                     | 78               |
| Unidad Municipal de Kranidi                                                         | Comunidad de Kranidi (Κοινότητα Κρανιδίου)      | 4.558            | Diskouria (Δισκούρια)                               | 27               |
| Unidad Municipal de Kranidi                                                         | Comunidad de Kranidi (Κοινότητα Κρανιδίου)      | 4.558            | Doroúfi (Δορούφι)                                   | 0                |
| Unidad Municipal de Kranidi                                                         | Comunidad de Kranidi (Κοινότητα Κρανιδίου)      | 4.558            | Thyni (Θυνί)                                        | 0                |
| Unidad Municipal de Kranidi                                                         | Comunidad de Kranidi (Κοινότητα Κρανιδίου)      | 4.558            | Kampos (Κάμπος)                                     | 40               |
| Unidad Municipal de Kranidi                                                         | Comunidad de Kranidi (Κοινότητα Κρανιδίου)      | 4.558            | Kounoupi (Κουνούπι)                                 | 90               |
| Unidad Municipal de Kranidi                                                         | Comunidad de Kranidi (Κοινότητα Κρανιδίου)      | 4.558            | Lakkes (Λάκκες)                                     | 14               |
| Unidad Municipal de Kranidi                                                         | Comunidad de Kranidi (Κοινότητα Κρανιδίου)      | 4.558            | Petrothalassa (Πετροθάλασσα) (Flampoura, Φλάμπουρα) | 337              |
| Unidad Municipal de Kranidi                                                         | Comunidad de Portocheli (Κοινότητα Πορτοχελίου) | 2.215            | Portocheli (Πορτοχέλι)                              | 1.899            |
| Unidad Municipal de Kranidi                                                         | Comunidad de Portocheli (Κοινότητα Πορτοχελίου) | 2.215            | Agios Aimilianos (Άγιος Αιμιλιανός)                 | 42               |
| Unidad Municipal de Kranidi                                                         | Comunidad de Portocheli (Κοινότητα Πορτοχελίου) | 2.215            | Ververouda (Βερβερούδα)                             | 132              |
| Unidad Municipal de Kranidi                                                         | Comunidad de Portocheli (Κοινότητα Πορτοχελίου) | 2.215            | Kosta (Κόστα)                                       | 69               |
| Unidad Municipal de Kranidi                                                         | Comunidad de Portocheli (Κοινότητα Πορτοχελίου) | 2.215            | Chinitsa (Χηνίτσα) (isleta)                         | 2                |
| Unidad Municipal de Kranidi                                                         | Comunidad de Portocheli (Κοινότητα Πορτοχελίου) | 2.215            | Chinitsa (Χηνίτσα)                                  | 71               |
| Unidad Municipal de Kranidi                                                         | Comunidad de Didyma (Κοινότητα Διδύμων)         | 1.297            | Didyma (Δίδυμα)                                     | 1.026            |
| Unidad Municipal de Kranidi                                                         | Comunidad de Didyma (Κοινότητα Διδύμων)         | 1.297            | Agios Ioannis (Άγιος Ιωάννης)                       | 9                |
| Unidad Municipal de Kranidi                                                         | Comunidad de Didyma (Κοινότητα Διδύμων)         | 1.297            | Loukaiti (Λουκαΐτι)                                 | 193              |
| Unidad Municipal de Kranidi                                                         | Comunidad de Didyma (Κοινότητα Διδύμων)         | 1.297            | Pelei (Πελεή)                                       | 11               |
| Unidad Municipal de Kranidi                                                         | Comunidad de Didyma (Κοινότητα Διδύμων)         | 1.297            | Rado (Ράδο)                                         | 57               |
| Unidad Municipal de Kranidi                                                         | Comunidad de Didyma (Κοινότητα Διδύμων)         | 1.297            | Salanti (Σαλάντι)                                   | 1                |
| Unidad Municipal de Kranidi                                                         | Comunidad de Koilada (Κοινότητα Κοιλάδος)       | 1.252            | Koilada (Κοιλάδα)                                   | 1.169            |
| Unidad Municipal de Kranidi                                                         | Comunidad de Koilada (Κοινότητα Κοιλάδος)       | 1.252            | Doroufi (Δορούφι)                                   | 28               |
| Unidad Municipal de Kranidi                                                         | Comunidad de Koilada (Κοινότητα Κοιλάδος)       | 1.252            | Kampos (Κάμπος)                                     | 55               |
| Unidad Municipal de Kranidi                                                         | Comunidad de Koilada (Κοινότητα Κοιλάδος)       | 1.252            | Koronida (Κορωνίδα) (isleta)                        | 0                |
| Unidad Municipal de Kranidi                                                         | Comunidad de Fournoi (Κοινότητα Φούρνων)        | 306              | Fournoi (Φούρνοι)                                   | 297              |
| Unidad Municipal de Kranidi                                                         | Comunidad de Fournoi (Κοινότητα Φούρνων)        | 306              | Paralia Fournon (Παραλία Φούρνων)                   | 9                |

### Unidad Municipal de Ermioni
| Unidad Municipal de Ermioni (Δημοτική Ενότητα Ερμιόνης) Capital: Ermioni (Ερμιόνη) |                                                 |                  |                                                 |                  |
| Mapa                                                                               | Comunidad                                       | Población (2011) | Asentamiento                                    | Población (2011) |
| Unidad Municipal de Ermioni                                                        | Comunidad de Ermioni (Κοινότητα Ερμιόνης)       | 3.074            | Ermioni (Ερμιόνη)                               | 2.492            |
| Unidad Municipal de Ermioni                                                        | Comunidad de Ermioni (Κοινότητα Ερμιόνης)       | 3.074            | Agioi Anargyroi (Άγιοι Ανάργυροι)               | 200              |
| Unidad Municipal de Ermioni                                                        | Comunidad de Ermioni (Κοινότητα Ερμιόνης)       | 3.074            | Achladitsa (Αχλαδίτσα)                          | 148              |
| Unidad Municipal de Ermioni                                                        | Comunidad de Ermioni (Κοινότητα Ερμιόνης)       | 3.074            | Kouverta (Κουβέρτα)                             | 83               |
| Unidad Municipal de Ermioni                                                        | Comunidad de Ermioni (Κοινότητα Ερμιόνης)       | 3.074            | Petrothalassa Ermionis (Πετροθάλασσσα Ερμιόνης) | 151              |
| Unidad Municipal de Ermioni                                                        | Comunidad de Iliokastro (Κοινότητα Ηλιοκάστρου) | 559              | Iliokastro (Ηλιόκαστρο)                         | 551              |
| Unidad Municipal de Ermioni                                                        | Comunidad de Iliokastro (Κοινότητα Ηλιοκάστρου) | 559              | Triantafylli (Τριανταφύλλι)                     | 8                |
| Unidad Municipal de Ermioni                                                        | Comunidad de Thermisia (Κοινότητα Θερμησίας)    | 469              | Thermisia (Θερμησία)                            | 321              |
| Unidad Municipal de Ermioni                                                        | Comunidad de Thermisia (Κοινότητα Θερμησίας)    | 469              | Agia Aikaterini (Αγία Αικατερίνη)               | 15               |
| Unidad Municipal de Ermioni                                                        | Comunidad de Thermisia (Κοινότητα Θερμησίας)    | 469              | Akti Ydras (Ακτή Ύδρας)                         | 7                |
| Unidad Municipal de Ermioni                                                        | Comunidad de Thermisia (Κοινότητα Θερμησίας)    | 469              | Metochi (Μετόχι]]                               | 36               |
| Unidad Municipal de Ermioni                                                        | Comunidad de Thermisia (Κοινότητα Θερμησίας)    | 469              | Pigadia (Πηγάδια)                               | 52               |
| Unidad Municipal de Ermioni                                                        | Comunidad de Thermisia (Κοινότητα Θερμησίας)    | 469              | Plepi (Πλέπι)                                   | 18               |
| Unidad Municipal de Ermioni                                                        | Comunidad de Thermisia (Κοινότητα Θερμησίας)    | 469              | Solinari (Σωληνάρι)                             | 20               |